# Tawfiq Ali
Tawfiq Ali Abuhammad (8 de novembro de 1990) é um futebolista profissional palestino que atua como goleiro.

## Carreira
Tawfiq Ali representou a Seleção Palestina de Futebol na Copa da Ásia de 2015.